# Pelahustán
Pelahustán település Spanyolországban, Toledo tartományban. Pelahustán Cenicientos, Nombela, Garciotum, Nuño Gómez, El Real de San Vicente és Higuera de las Dueñas községekkel határos. Lakosainak száma 331 fő (2024).

## Népesség
A település népessége az utóbbi években az alábbiak szerint változott:
| Lakosok száma | 345  | 362  | 377  | 381  | 380  | 349  | 318  | 311  | 342  | 331  |
|               | 2001 | 2004 | 2007 | 2009 | 2012 | 2014 | 2017 | 2019 | 2022 | 2024 |